# Procesul Păsării
Procesul Păsării este un film românesc din 1970 regizat de Pavel Constantinescu.